# Office Rwandais de l'Aviation Civile
L'Office Rwandais de l'Aviation Civile (kinyarwanda Ikigo cy'Igihugu gishinzwe iby'indege za gisiviri, anglès Rwanda Civil Aviation Authority) és l'autoritat d'aviació civil de Ruanda. La seva seu es troba a l'Aeroport Internacional de Kigali a Kigali. L'autoritat fou establerta per Llei No. 21/2004 de 10/08/2004, substituint l'Autoritat Aeroportuària de Ruanda, que havia estat establerta en 1986. La Llei No. 44/2006 de 05/10/2006 va integrar l'organisme en l'ORAC.